# Puerta del Ángel
Puerta del Ángel – stacja metra w Madrycie, na linii 6. Znajduje się w dzielnicy Latina, w Madrycie i zlokalizowana jest pomiędzy stacjami Alto de Extremadura i Príncipe Pío. Została otwarta 10 maja 1995.